# Рудольф из Брюгге
Рудольф из Брюгге (XII век) — переводчик с арабского языка.
В 1144 году в Тулузе перевел с арабского языка на латинский «Планисфериум» Клавдия Птолемея. В своем труде пользовался арабским переводом Масламы аль-Маджрити, причем перевёл также и данные последним объяснения.
Труд Рудольфа был напечатан в 1507 году в Риме вместе с «Географией» Птолемея, и в 1536 году в Базеле вместе с другими сочинениями по астрономии, под общим заглавием «Sphaerae atque astrorum coelestium ratio, natura et motus».